# Metopotylus ruficornis
Metopotylus ruficornis là một loài bọ cánh cứng trong họ Cerambycidae.